# Zhu Ting
Zhu Ting (Dalian, 15 de julho, 1985) é um futebolista da China, que atua como atacante.

## Carreira
Zhu Ting é um dos atacantes mais eficientes do futebol mundial em media de gols, mesmo proibido de deixar o país já teve o interesse de gigantes europeus como Milan e Juventus que sem sucesso tentaram sua liberação.
Qiu Shengjiong representou a Seleção Chinesa de Futebol nas Olimpíadas de 2008, quando atuou em casa.